# Sarnadas de São Simão
Sarnadas de São Simão é uma povoação portuguesa sede da Freguesia de Sarnadas de São Simão do Município de Oleiros, freguesia com 28,53 km² de área e 167 habitantes (censo de 2021), tendo, por isso, uma densidade populacional de 5,9 hab./km².
Da freguesia fazem ainda parte as localidades de Cardosa, Silvosa e Vinha. 

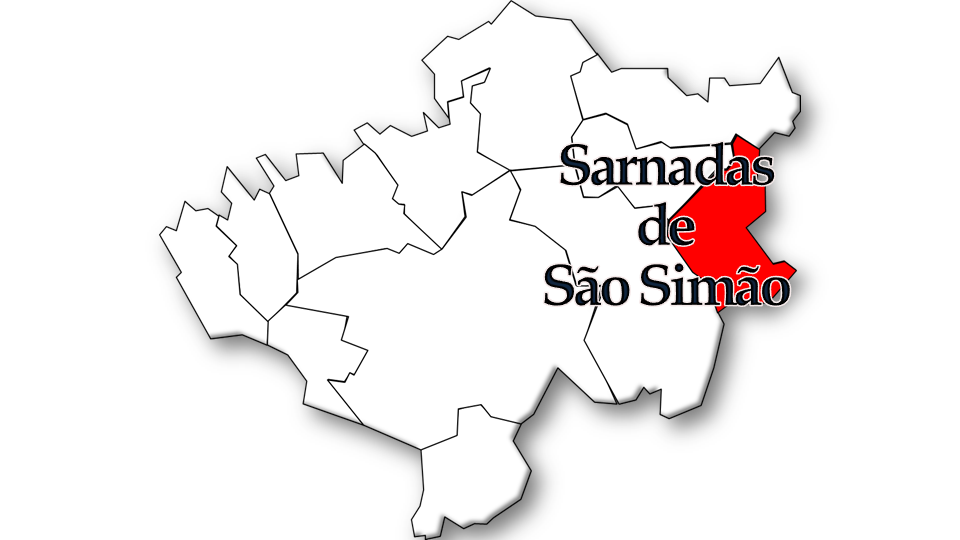
Localização no Município de Oleiros

## Demografia
A população registada nos censos foi:
| Ano  | 0-14 Anos | 15-24 Anos | 25-64 Anos | > 65 Anos |
| 2001 | 16        | 38         | 129        | 134       |
| 2011 | 5         | 14         | 99         | 99        |
| 2021 | 5         | 5          | 75         | 82        |

## Património
- Igreja Matriz de S. Simão
- Capelas de S. Sebastião e de Nossa Senhora da Conceição
- Fonte Velha
- Forno público
- Lagar de azeite
- Moinhos de água